# JGAゴルフミュージアム
JGAゴルフミュージアム（ジェイジーエーゴルフミュージアム）は兵庫県三木市にある博物館。
日本ゴルフ界に活躍貢献した人々の顕彰と記念の品々の保存、およびゴルフの歴史文化紹介を目的に、日本ゴルフ協会（JGA）の創立55周年記念事業の一環として設立された。
館は名門廣野ゴルフ倶楽部の敷地内に建設され、1982年5月21日に開館した。国内外から収集した館蔵品は2,000点を数える、世界で3番目の規模のゴルフミュージアムである。

## 主な所蔵品
- ｢ヘッドコルベン｣のクラブとボール
- トム・モリス愛用の杖
- 西村貫一蔵書コレクション

## 所在地
- 〒673-0541 兵庫県三木市志染町広野7-3 廣野ゴルフ倶楽部内

## 交通アクセス
- 神戸電鉄粟生線 広野ゴルフ場前駅 徒歩約3分